# سبز گجین
سبز گجین یک روستا در ایران است که در شهرستان سیرجان واقع شده‌است.